# Deinbollia saligna
Deinbollia saligna är en kinesträdsväxtart som beskrevs av Ronald William John Keay. Deinbollia saligna ingår i släktet Deinbollia och familjen kinesträdsväxter. Inga underarter finns listade i Catalogue of Life.